# ピカピカふぁんたじん
『ピカピカふぁんたじん』は、2014年7月9日にリリースされたきゃりーぱみゅぱみゅの3枚目のオリジナルアルバム。
タイトルは「ピカピカのファンタジーな人」を意味し、きゃりーは「今回もファンタジーな内容になっています」と紹介している。

## 背景
前作『なんだこれくしょん』から約1年ぶりのオリジナルアルバム。

## 楽曲について
1.ピカピカふぁんたじん
本作の表題曲（オーバーチュア）。
2.きらきらキラー
シングル「きらきらキラー」表題曲。
3.ゆめのはじまりんりん -album mix-
シングル「ゆめのはじまりんりん」表題曲のアルバム・バージョン。
4.もったいないとらんど
シングル「もったいないとらんど」表題曲。
6.do do pi do
capsuleのカバー。
7.ファミリーパーティー -album mix-
シングル「ファミリーパーティー」表題曲のアルバム・バージョン。
8.Ring a Bell
きゃりー初の全英詞曲。
11.すんごいオーラ -album mix-
シングル「もったいないとらんど」カップリング曲のアルバム・バージョン。
13.ピカピカふぁんたミックス
iTunes Store限定トラック。

### タイアップ
- au「auスマートパス "クーポン" 篇」CMソング (#2)
- au「auスマートパス "アプリ" 篇」 CMソング (#2)
- CHINTAI「新しいCHINTAI」篇 CMソング (#3のアルバム・バージョン)
- au「auスマートバリュー "クリスマス" 篇」CMソング (#4)
- au「auスマートバリュー "楽屋" 篇」CMソング (#4)
- 映画『クレヨンしんちゃん ガチンコ!逆襲のロボとーちゃん』主題歌 (#7のアルバム・バージョン)
- WEBキャンペーン「DAM×きゃりーぱみゅぱみゅRing a Bell大合唱」使用曲 (#8[7])
- パイオニア 2015 カロッツェリア サイバーナビ「Music Cruise Channel きゃりーぱみゅぱみゅ トーキョードライブ」キャンペーン曲 (#9)
- 江崎グリコ「アイスの実」とろける濃厚フルーツ篇 CMソング (#10)
- サンスター「Ora2」すんごいオーラ篇 CMソング (#11のアルバム・バージョン)
- サンスター「Ora2」すんごいオーラ すていんず篇 CMソング (#11のアルバム・バージョン)

## パッケージ
- 初回限定盤A：CD+DVD
- 初回限定盤B：CD+DVD
- 通常盤：CD

初回限定盤A（WPZL-30870/1）、初回限定盤B（WPZL-30915/6）、通常盤（WPCL-11926）の3形態でリリースされた。
初回限定盤はフォトブック仕様で、41Pの写真集やライブ映像が収録されたDVDが付く。

## プロモーション
予約購入特典として「ピカピカクリアファイル」が付いた。
2014年6月11日に発売された映像作品『きゃりーぱみゅぱみゅのマジカルワンダーキャッスル』とのW購入キャンペーンが開催された。

## 収録曲

### CD
全作詞・作曲・編曲：中田ヤスタカ
初回限定盤、通常盤共通
| #         | タイトル                             | 作詞  | 作曲・編曲 | 時間 |
| --------- | ------------------------------------ | ----- | ---------- | ---- |
| 1.        | 「ピカピカふぁんたじん」             |       |            | 1:12 |
| 2.        | 「きらきらキラー」                   |       |            | 4:17 |
| 3.        | 「ゆめのはじまりんりん -album mix-」 |       |            | 4:04 |
| 4.        | 「もったいないとらんど」             |       |            | 4:01 |
| 5.        | 「シリアスひとみ」                   |       |            | 5:18 |
| 6.        | 「do do pi do」                      |       |            | 4:39 |
| 7.        | 「ファミリーパーティー -album mix-」 |       |            | 3:39 |
| 8.        | 「Ring a Bell」                      |       |            | 4:09 |
| 9.        | 「トーキョーハイウェイ」             |       |            | 5:09 |
| 10.       | 「こいこいこい」                     |       |            | 3:17 |
| 11.       | 「すんごいオーラ -album mix-」       |       |            | 3:40 |
| 12.       | 「エクスプローラー」                 |       |            | 4:02 |
| 合計時間: | 合計時間:                            | 47:27 |            |      |

| #         | タイトル                     | 作詞  | 作曲・編曲 | 時間 |
| --------- | ---------------------------- | ----- | ---------- | ---- |
| 13.       | 「ピカピカふぁんたミックス」 |       |            | 1:18 |
| 合計時間: | 合計時間:                    | 48:52 |            |      |

| #         | タイトル                                 | 作詞  | 作曲・編曲 | 時間 |
| --------- | ---------------------------------------- | ----- | ---------- | ---- |
| 1.        | 「Pika Pika Fantajin」                   |       |            | 1:12 |
| 2.        | 「Kira Kira Killer」                     |       |            | 4:17 |
| 3.        | 「Yume no Hajima Ring Ring -album mix-」 |       |            | 4:04 |
| 4.        | 「Mottai Nightland」                     |       |            | 4:01 |
| 5.        | 「Serious Hitomi」                       |       |            | 5:18 |
| 6.        | 「Do Do Pi Do」                          |       |            | 4:39 |
| 7.        | 「Family Party -album mix-」             |       |            | 3:39 |
| 8.        | 「Ring a Bell」                          |       |            | 4:09 |
| 9.        | 「Tokyo Highway」                        |       |            | 5:09 |
| 10.       | 「Koi Koi Koi」                          |       |            | 3:17 |
| 11.       | 「Sungoi Aura -album mix-」              |       |            | 3:40 |
| 12.       | 「Explorer」                             |       |            | 4:03 |
| 合計時間: | 合計時間:                                | 47:34 |            |      |

### DVD
| #  | タイトル                                                            | 作詞 | 作曲・編曲 |
| -- | ------------------------------------------------------------------- | ---- | ---------- |
| 1. | 「NANDA COLLECTION WORLD TOUR 2014 OFFICIAL DOCUMENTARY EPISODE 1」 |      |            |

| #  | タイトル                                                            | 作詞 | 作曲・編曲 |
| -- | ------------------------------------------------------------------- | ---- | ---------- |
| 1. | 「NANDA COLLECTION WORLD TOUR 2014 OFFICIAL DOCUMENTARY EPISODE 2」 |      |            |

## アートワーク
ジャケットは伊豆のホテル『ハトヤ』で撮影された。
CDアートワーク・クレジットは以下の通り。
- アートディレクター、デザイナー - STEVE NAKAMURA
- ヘア・メイク - 小西 神士
- スタイリスト - 飯嶋久美子
- フォトグラファー - 半沢健

## 発売日リスト
本作は世界でも発売された。また、2014年7月29日には輸入盤『Pika Pika Fantajin』、2015年1月13日には輸入盤レコード『Pika Pika Fantajin (Picture Disc)』が日本で発売される。
※CD、LPレコードのみ記載。
| 発売日             | 発売国         | 規格     |
| ------------------ | -------------- | -------- |
| 2014年7月9日       | 日本           | CD       |
| 2014年7月9日       | 台湾           | CD       |
| 2014年7月9日       | 香港           | CD       |
| 2014年7月9日       | メキシコ       | CD       |
| 2014年7月9日発売週 | 韓国           | CD       |
| 2014年7月9日発売週 | シンガポール   | CD       |
| 2014年7月9日発売週 | マレーシア     | CD       |
| 2014年7月11日      | オーストラリア | CD       |
| 2014年7月17日      | タイ           | CD       |
| 2014年7月21日      | イギリス       | CD       |
| 2014年7月21日      | フランス       | CD       |
| 2014年7月21日      | ドイツ         | CD       |
| 2014年7月21日      | スペイン       | CD       |
| 2014年7月29日      | 日本           | 輸入盤CD |
| 2014年8月12日      | アメリカ       | CD       |
| 2014年8月12日      | カナダ         | CD       |
| 2015年1月13日      | 日本           | 輸入盤LP |

## ツアー

### ホール・ツアー
『ピカピカふぁんたじんツアーきゃりーぱみゅぱみゅの雲の上のHEAVEN'S DOOR』（ピカピカふぁんたじんツアーきゃりーぱみゅぱみゅのくものうえのヘブンズ・ドア）は、きゃりーぱみゅぱみゅが2014年夏から秋にかけて開催したツアー。

#### 日程
| 公演日  | 都道府県 | 会場                                          |
| ------- | -------- | --------------------------------------------- |
| 7月27日 | 埼玉県   | 戸田市文化会館                                |
| 8月8日  | 東京都   | オリンパスホール八王子                        |
| 8月12日 | 宮城県   | 仙台サンプラザホール                          |
| 8月13日 | 宮城県   | 仙台サンプラザホール                          |
| 8月15日 | 千葉県   | 松戸 森のホール21                             |
| 8月23日 | 北海道   | ニトリ文化ホール                              |
| 8月24日 | 北海道   | ニトリ文化ホール                              |
| 8月26日 | 北海道   | 帯広市民文化ホール                            |
| 8月30日 | 栃木県   | 栃木県総合文化センター                        |
| 8月31日 | 長野県   | ホクト文化ホール                              |
| 9月6日  | 新潟県   | 新潟県民会館                                  |
| 9月7日  | 石川県   | 本多の森ホール                                |
| 9月14日 | 山梨県   | コラニー文化ホール （山梨県立県民文化ホール） |
| 9月15日 | 千葉県   | 市川市文化会館                                |
| 9月18日 | 広島県   | 広島文化学園HBGホール                         |
| 9月20日 | 香川県   | アルファあなぶきホール                        |
| 9月22日 | 愛媛県   | ひめぎんホール                                |

### アリーナ・ツアー
『ピカピカふぁんたじんツアーきゃりーぱみゅぱみゅ からふるぱにっくTOY BOX』（ピカピカふぁんたじんツアーきゃりーぱみゅぱみゅ からふるぱにっくトイ・ボックス）は、きゃりーぱみゅぱみゅが2014年秋に開催したツアー。

#### 日程
| 公演日   | 都道府県 | 会場                       |
| -------- | -------- | -------------------------- |
| 10月18日 | 千葉県   | 幕張メッセイベントホール   |
| 10月23日 | 大阪府   | 大阪城ホール               |
| 10月24日 | 大阪府   | 大阪城ホール               |
| 10月29日 | 愛知県   | 日本ガイシホール           |
| 10月30日 | 愛知県   | 日本ガイシホール           |
| 11月2日  | 福岡県   | マリンメッセ福岡           |
| 11月3日  | 福岡県   | マリンメッセ福岡           |
| 11月8日  | 東京都   | 国立代々木競技場第一体育館 |
| 11月9日  | 東京都   | 国立代々木競技場第一体育館 |